# Bistum Passau
Das Bistum Passau (lateinisch Dioecesis Passaviensis) ist eine römisch-katholische Diözese im Osten von Bayern. Sie umfasst den östlichen Teil des Regierungsbezirks Niederbayern und den Raum Altötting-Burghausen in Oberbayern. Bis 1803 leiteten die Bischöfe von Passau neben der Diözese auch ein weltliches Fürstentum: das Hochstift Passau.

## Geschichte
Das Bistum wurde 739 von Bonifatius gegründet. Während des Mittelalters entwickelte es sich mit 42.000 km² zum größten Bistum des Heiligen Römischen Reichs und dehnte sich über Wien bis in den Westen Ungarns aus. Da der Heilige, dem der Passauer Dom geweiht ist, St. Stephan, bereits damals für das Bistum wichtig war, finden sich auf dem Gebiet des damaligen Bistums viele dem St. Stephan geweihte Kirchen. Ein Beispiel dafür wäre zum Beispiel der Stephansdom in Wien. Das Hochstift Passau war mit zuletzt 991 km² wesentlich kleiner und lag rund um die Stadt Passau überwiegend in der Region des Bayerischen Waldes.
Die Geschichte des Christentums im Gebiet des Bistums beginnt jedoch schon lange vor 739. Um das Jahr 300 ließen sich die ersten römischen Bewohner taufen. Die Heiligen Florian, der Wanderbischof Valentin und Severin lebten in dieser früheren Zeit im Gebiet des Bistums Passau.

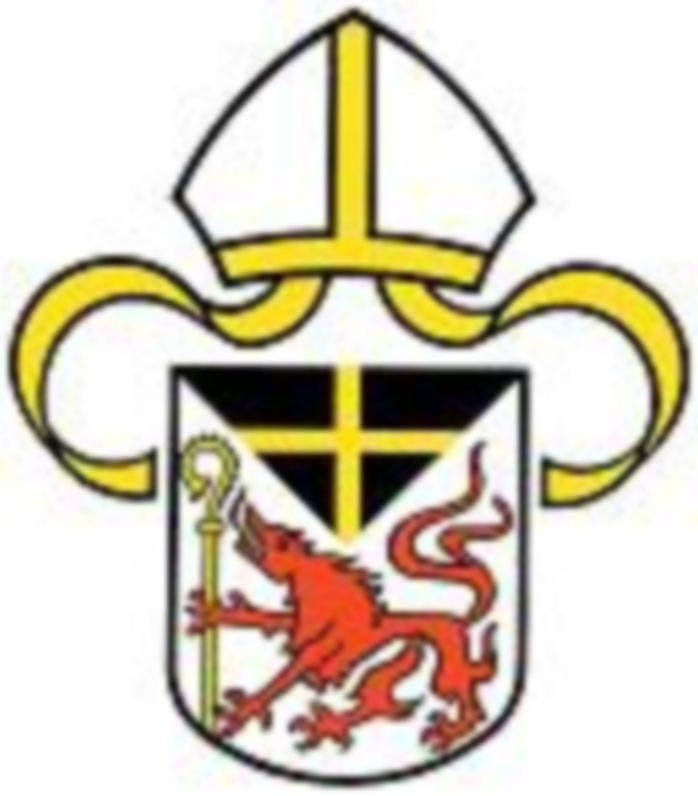
Wappen des Bistums Passau mit Passauer Wolf

Bis zum ersten Jahrzehnt des elften Jahrhunderts reichte das Bistum Passau im Osten zur March und Leitha (ost-österreichische Grenzflüsse) und im Süden bis zu den Voralpen. Mit Recht konnte es sich als Donaubistum bezeichnen.
Da das Gebiet des Bistums Passau fast ganz in Österreich lag, gab es immer wieder Schwierigkeiten mit den österreichischen Herrschern, welche den österreichischen Bistumsanteil der Kontrolle durch die Bischöfe von Passau entziehen wollten. 1469 gelang es dem Habsburger Kaiser Friedrich III., von Papst Paul II. die Bulle In supremae dignitatis specula zu erwirken, wodurch das – zunächst recht kleine, wesentlich auf die jeweiligen Städte beschränkte – Bistum Wien aus ehemaligem Passauer (und zugleich das Bistum Wiener Neustadt aus früherem Gebiet der Erzdiözese Salzburg) gegründet wurden.
Vom 14. bis 17. Jahrhundert erlebten Bistum und Hochstift Passau viele Höhen und Tiefen. In der Zeit des Trienter Konzils wirkte Fürstbischof Urban von Trennbach (1561–1598) segensreich in Passau. Er stabilisierte die Hinwendung zum katholischen Glauben und galt als mildtätig, aber kirchenstreng.
1722 wurde unter Bischof Joseph Dominikus von Lamberg nach jahrhundertelangem Bestreben die Exemtion aus der Kirchenprovinz Salzburg erreicht. 1729 musste es die Gebiete im Südosten an Wien und Wiener Neustadt abgeben; 1783 wurde der Rest der unter österreichischer Landeshoheit liegenden Gebiete des Bistums Passau abgetrennt und als Diözesen St. Pölten und Linz verselbständigt.
Während der Säkularisation in Bayern verloren die Bischöfe von Passau 1803 das weltliche Fürstentum. Ebenso wurden alle übrigen weltlichen Besitztümer entzogen und fast alle Klöster aufgehoben. 1826 verlor das Bistum seine Exemtion und wurde als Suffraganbistum dem Erzbistum München und Freising unterstellt. 1813 und 1822 wurde der Zuständigkeitsbereich des Bistums Passau um das südliche Gebiet um Simbach am Inn, Altötting und Burghausen erweitert, das zuvor zum Erzbistum Salzburg gehört hatte und in Bayern zu dieser Zeit zum Unterdonaukreis mit damaliger Hauptstadt Passau zählte (die Salzburger Gebiete im Isarkreis kamen hingegen nach München-Freising). Auf Grund einer späteren Umgliederung liegen Teile dieser Passauer Gebiete heute aber auch in Oberbayern.

## Geographie
Das Bistum Passau hat heute eine Fläche von 5.442 km². Von Passau aus reicht es an der deutschen Uferseite dem Verlauf der Landesgrenze nach Österreich in der Donau folgend noch ca. 25 km donauabwärts bis zum Kraftwerk Jochenstein unterhalb von Obernzell, um dann an der österreichischen Grenze entlang bis Wegscheid und von dort im unteren bayerischen Wald weiter an der österreichischen und tschechischen Grenze „aufwärts“ bis hinter Zwiesel zu verlaufen. Ungefähr entlang der Südseite des Höhenzuges Rusel zieht sich die Bistumsgrenze wieder ins Donautal unterhalb von Deggendorf, wo sie dann näherungsweise dem Verlauf der Isar bis Landau an der Isar folgt, um sich von dort aus nach Süden bis südlich von Eggenfelden ungefähr am Verlauf der Bundesstraße 20 zu orientieren. Nach Eggenfelden erstreckt die Bistumsgrenze sich in südwestliche Richtung in etwa an der Bundesstraße 588 weiter bis nach Altötting, um von dort aus östlich der Bundesstraße 299 entlang bis unmittelbar vor Trostberg zu verlaufen. An der südlichen Grenze des Landkreises Altötting schließlich richtet sich die Bistumsgrenze ostwärts bis zur Landesgrenze nach Österreich in der Salzach, welcher sie wiederum die Salzach und den Inn entlang bis zur Stadt Passau zurück folgt.

## Statistische Daten

### Struktur, Mitgliederzahlen, Mitarbeiter
Derzeit (Stand: Juli 2014) gehören über 480.000 Katholiken zum Bistum Passau. Das Bistum Passau hat mit etwa 79 Prozent (Stand: 31. Dezember 2014) den höchsten Katholikenanteil aller deutschen Bistümer. Die Diözese umfasst 285 Pfarreien und 20 Exposituren, die mittlerweile zu 86 Pfarrverbänden zusammengeschlossen sind, welche von rund 343 Priestern (davon 120 im Ruhestand), 38 ständigen Diakonen sowie von Gemeinde- und Pastoralreferenten seelsorglich betreut werden. Über 50 % der 285 Pfarreien gehören weniger als 1.000 Katholiken an. Die Diözese Passau ist mit insgesamt ca. 10.000 Voll- und Teilzeitbeschäftigten in unterschiedlichsten Berufsfeldern einer der größten Arbeitgeber in ihrer insgesamt strukturschwachen ländlichen Region. Das Bistum ist Mitträger der Katholischen Universität Eichstätt.

### Fälle des sexuellen Missbrauchs
Laut Süddeutscher Zeitung soll es im Bistum Passau mindestens 40 Fälle des sexuellen Missbrauchs geben (Stand Oktober 2010).

## Kathedrale

Die Diözese Passau ist der kirchliche Verwaltungsbezirk mit dem größten Katholikenanteil. Katholische Bevölkerung Deutschlands nach Diözesen (Stand: 31. Dez. 2012).

Der Dom St. Stephan ist die Bistumskirche. Er hat wahrscheinlich in der spätrömischen Zeit seine frühen Ursprünge. Das Innere des Doms ist größtenteils barock gestaltet, der Chorraum ist noch aus gotischer Zeit erhalten. Im Dom befindet sich die größte Kirchenorgel eines Domes mit 17.974 Pfeifen in 233 Registern, erbaut von der Orgelbaufirma Eisenbarth. Es sind insgesamt fünf Orgelwerke, die von einem Hauptspieltisch aus gemeinsam gespielt werden können. Die größte Orgelpfeife hat eine Länge von über elf Metern und ein Gewicht von 502 Kilogramm.

## Wallfahrtsorte
Zum Bistum Passau gehört auch der Wallfahrtsort Altötting, der jedes Jahr von mehr als einer Million Pilgern besucht wird. Die Gläubigen besuchen den Marienwallfahrtsort zum einen wegen der „Schwarzen Madonna“ in der Gnadenkapelle, an deren Stätte sich im Jahr 1489 zwei Heilungswunder ereigneten, zum anderen wegen des heiligen Bruders Konrad von Parzham, der im dortigen Kapuzinerkloster als Pförtner tätig war.
Historisch bedeutsam ist auch die Wallfahrtskirche Mariahilf ob Passau. Die ab 1622 begründete Wallfahrt erlangte nach der zweiten Türkenbelagerung Wiens und der Schlacht am Kahlenberg 1683 an großer Bedeutung, als das Passauer Mariahilf-Gnadenbild zum Staatsgnadenbild der Habsburgermonarchie avancierte.
Bedeutend ist auch die Wallfahrt zum heiligen Leonhard in Aigen am Inn. Die heutige Wallfahrtskirche Mariä Himmelfahrt zu St. Leonhard wurde um 1500 auf einem Bau aus dem 13. Jahrhundert errichtet. Die Wallfahrt reicht jedoch bis ins 11. Jahrhundert zurück. Der Verehrungskult des heiligen Leonhard in Niederbayern scheint von Aigen am Inn ausgegangen zu sein. Auch zu diesem Ort hatte der Bauernsohn Johann Birndorfer, der spätere Heilige Bruder Konrad, eine besondere Beziehung.

## Patrone
Die Bistumspatrone sind die Heiligen Valentin, Maximilian und Bruder Konrad von Parzham.

## Persönlichkeiten
- Reginbert von Hagenau († 10. November 1148), 1130 Propst des Stiftes St. Pölten und 1138 Bischof von Passau.
- Damasus II. (gebürtig: Poppo von Brixen, 1047–1048), Papst, geboren vermutlich in Pildenau bei Ering
- Johann Jakob von Lamberg (1561–1630), Pfarrer von Feichten an der Alz bei Altötting und Bischof von Gurk[10]
- Karl Kajetan Kardinal Gaisruck (1756–1846), Weihbischof in Passau (1801–1818), dann Erzbischof von Mailand
- Bruder Konrad (1818–1894), geboren in Parzham
- Paul Augustin Kardinal Mayer OSB (1911–2010), geboren in Altötting
- Benedikt XVI.  (1927–2022),  emeritierter Papst, geboren in Marktl bei Altötting
- Georg Ratzinger (1924–2020), ehem. Domkapellmeister in Regensburg, geboren in Pleiskirchen bei Altötting
- Franz Mußner (1916–2016), Bibelwissenschaftler
- Stephan Haering OSB (1959–2020), Kirchenrechtler, geboren in Grafenau
- Bischof Fritz Lobinger (1929–2025), Bischof von Aliwal (Südafrika), geboren in Passau

## Bistumsgliederung
Die Zahl der Dekanate des Bistums Passau wurde im Jahr 2010 durch Zusammenlegungen und Neustrukturierungen von ehemals 17 auf derzeit zehn (Stand: Juli 2014) reduziert.

## Kultur und Sehenswürdigkeiten

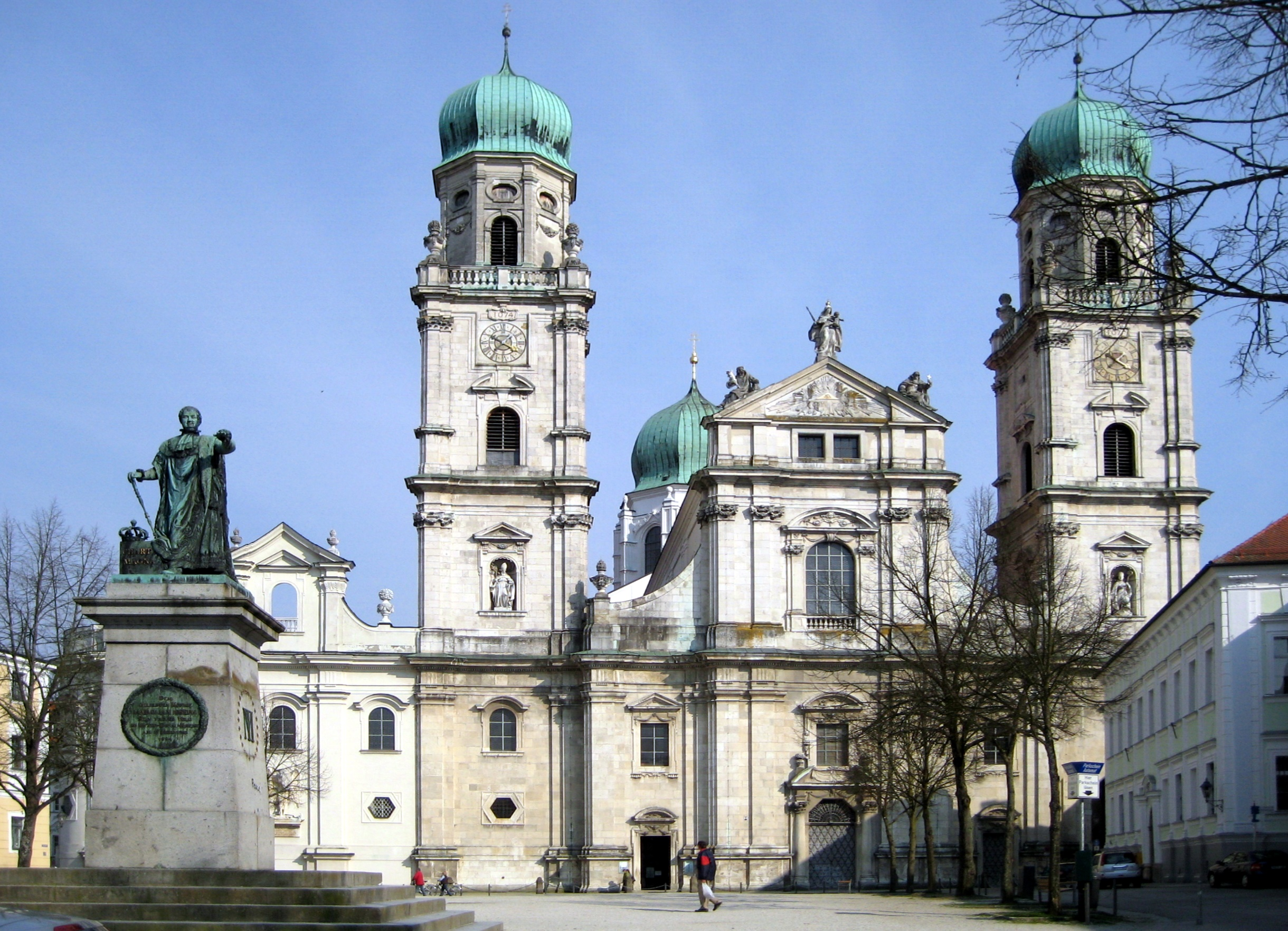
Stephansdom Passau

### Kirchengemeinden
- Dom St. Stephan
- Kirche St. Anton
- Kirche St. Gertraud
- Kirche St. Josef
- Kirche St. Michael
- Kirche St. Paul
- Schlosskapelle St. Bartholomäus Burg, Winhöring
- Kirche St. Peter
- Kirche St. Severin
- Votivkirche
- Spitalkirche St. Johannes
- Ehemalige Spitalkirche St. Ägidius
- Gnadenkapelle Altötting
- Wallfahrtskirche Gartlberg (Pfarrkirchen)
- Wallfahrtskirche Mariahilf
- St. Ägidius (Schildthurn)
- Wallfahrtskirche St. Salvator
- Wallfahrtskirche Sammarei
- Wallfahrtskirche Handlab
- Kirchengebäude im Bistum Passau
- Wallfahrtskirche St. Ägidius Wollaber

### Klöster
- Ehemaliges Franziskanerkloster (1564–1803)
- Nikolakloster
- Ehemaliges Kloster Niedernburg (739–1806)
- Ehemaliges Kloster Sankt Oswald (1396–1803)
- Kloster Niederaltaich
- Ehemaliges Kloster Rinchnach (1011–1803)
- Kloster Schweiklberg
- Kapuzinerkloster Passau
- Kapuzinerkloster Altötting
- Ehemaliges Kloster Fürstenzell (1274–1803)
- Ehemaliges Kloster Aldersbach (1120–1804)
- Ehemaliges Kloster Asbach (1091–1803)
- Ehemaliges Franziskanerkloster Maria auf dem Felsen (?)
- Ehemaliges Franziskaner Kloster,Neuötting (1715–1803)
- Ehemaliges Kloster Osterhofen (?)
- Ehemaliges Kloster St. Salvator/Passau (1501–1803)
- Ehemaliges Kloster St. Salvator/Grisbach im Rottal (1289–1803)
- Ehemaliges Franziskanerkloster Gartlberg (?)
- Ehemaliges Kloster Raitenhaslach (1123–1803)
- Kloster Thyrnau
- Ehemaliges Kapuzinerkloster Vilshofen (1642–1802)
- Ehemaliges Kollegiatstift Vilshofen (1376–1803)
- Ehemaliges Kloster Vornbach (1050–1803)
- Ehemaliges Kollegiatstift Altötting (876–1803)

## Eigenfeiern
Der Regionalkalender für das deutsche Sprachgebiet wird im Bistum Passau durch die folgenden Eigenfeiern ergänzt (In Klammern dahinter jeweils der Rang und die liturgische Farbe):
- 05. Januar: Johannes Nepomuk Neumann; Missionar und Bischof von Philadelphia (G – Weiß)
- 08. Januar: Severin von Noricum; Missionar und Klostergründer (G – Weiß)
- 21. April: Konrad von Parzham; Kapuzinerlaienbruder, Dritter Diözesanpatron (F – Weiß)
- 01. Mai: Maria, Schutzfrau Bayerns (H – Weiß)
- 04. Mai: Florian von Lorch und Gefährten; Märtyrer (g – Rot)
- 05. Mai: Godehard von Hildesheim; Abt von Niederaltaich, Bischof von Hildesheim (G – Weiß)
- 07. Mai: Gisela von Bayern; Königin von Ungarn, Äbtissin von Niedernburg (G – Weiß)
- 01. Juli: Valentin von Rätien; Bischof von Rätien, Erster Diözesanpatron (H – Weiß)
- 03. August: Domkirchweihe; Eigentliches Weihedatum war der 5. August 985 (F, im Dom H – Weiß)
- 09. August: Altmann von Passau; Bischof von Passau, einziger Bischof von Passau, welcher als Heiliger verehrt wird (G – Weiß)
- 13. September: Notburga von Rattenberg; Tiroler Volksheilige (G – Weiß)
- 09. Oktober: Gunther; Mönch und Einsiedler (G – Weiß)
- 12. Oktober: Maximilian von Celeia; Märtyrer, Bischof von Lauriacum, Zweiter Diözesanpatron (F – Rot)
- 12. Dezember: Hartmann von Brixen; Bischof von Brixen (G – Weiß)

Das Hochfest des Bistumspatrons Valentin wurde ab 2018 vom 7. Januar auf den 1. Juli verlegt, um es besser vom Weihnachtsfestkreis abzugrenzen.
Anmerkungen: Für die Rangfolge gelten folgende Abkürzungen in folgender Reihenfolge:
H: Hochfest (Sollemnitas)
F: Fest (Festum)
G: gebotener Gedenktag (Memoria obligatoria)
g: nicht-gebotener Gedenktag (Memoria ad libitum) 